# Художественная гимнастика на летних Олимпийских играх 2012
На соревнованиях по художественной гимнастике на XXX летних Олимпийских играх разыгрывается 2 комплекта медалей — в индивидуальном и групповом многоборье. В индивидуальном многоборье будут соревноваться 24 спортсменки, в групповом — гимнастки из 12 стран.
Российская гимнастка Евгения Канаева стала первой в истории спортсменкой, выигравшей олимпийское «золото» в индивидуальном многоборье на двух Олимпиадах.

## Спортивный объект
| Арена Уэмбли        |
| ------------------- |
| Вид снаружи         |
| Вместимость: 12 500 |

## Календарь
| Дата       | Время         | Соревнования                            |
| ---------- | ------------- | --------------------------------------- |
| 9 августа  | 12:00 — 16:10 | Квалификация индивидуального многоборья |
| 9 августа  | 12:00 — 16:10 | Квалификация группового многоборья      |
| 10 августа | 12:00 — 16:10 | Квалификация индивидуального многоборья |
| 10 августа | 12:00 — 16:10 | Квалификация группового многоборья      |
| 11 августа | 13:30 — 16:05 | Финал индивидуального многоборья        |
| 12 августа | 13:30 — 15:10 | Финал группового многоборья             |

## Медальный зачёт
| Общее количество медалей |          |        |         |        |       |
| Место                    | Страна   | Золото | Серебро | Бронза | Всего |
| 1                        | Россия   | 2      | 1       | 0      | 3     |
| 2                        | Беларусь | 0      | 1       | 1      | 2     |
| 3                        | Италия   | 0      | 0       | 1      | 1     |

## Призёры
| Дисциплина                              | Золото | Серебро | Бронза |
| Индивидуальное многоборье см. подробнее | Евгения Канаева Россия | Дарья Дмитриева Россия | Любовь Черкашина Беларусь                                                                                     |
| Групповое многоборье см. подробнее      | Россия · Ульяна Донскова · Анастасия Близнюк · Ксения Дудкина · Алина Макаренко · Анастасия Назаренко · Каролина Севастьянова | Беларусь · Марина Гончарова · Анастасия Иванькова · Наталия Лещик · Александра Наркевич · Ксения Санкович · Алина Тумилович | Италия · Элиза Бланки · Ромина Лаурито · Марта Паньини · Элиза Сантони · Анжелика Савраюк · Андреа Стефанеску |